# NGC 2592
NGC 2592 (другие обозначения — UGC 4411, MCG 4-20-55, ZWG 119.102, PGC 23701) — эллиптическая галактика (E) в созвездии Рака. Открыта Уильямом Гершелем в 1785 году.
Этот объект входит в число перечисленных в оригинальной редакции «Нового общего каталога».
Вокруг галактики наблюдаются приливные потоки, что может указывать на недавнее столкновение галактики. Галактика удалена на 25 мегапарсек. Звёздная масса галактики составляет 4,2⋅1010 M⊙, абсолютная звёздная величина в полосе r — −20.72m. Отношение светимости балджа к общей светимости галактики довольно высоко и составляет 54%. Масса пыли в галактике составляет 2⋅105 M⊙.